# Be Happy
Pour plus de détails, voir Fiche technique et Distribution.
Be Happy (titre original en anglais : Happy-Go-Lucky) est un film britannique, réalisé par Mike Leigh et sorti en 2008.

## Synopsis
Tout amuse Poppy, institutrice trentenaire qui paraît dix ans de moins par son allure et son humeur joyeuse. Elle semble pourtant tout à fait calme et concernée quand elle rencontre des personnes éprouvant un mal-être comme un sans domicile fixe ou un de ses élèves étrangement agressif. Elle commence à suivre d'extravagants cours de flamenco collectifs avec une prof exubérante et des leçons de conduite automobile avec un moniteur littéralement hystérique et totalement asocial. Qualifiée de « subversive », « perturbatrice » et « aguicheuse », elle insuffle toutefois une dose de bonne humeur à ceux qui ne parviennent à percevoir la fraîcheur et la fantaisie tels que sa sœur enceinte qui exige que tout le monde envie son état, un libraire grincheux ou encore le moniteur acariâtre. Au bout de quelques leçons qu'elle suit dans la plus grande décontraction, elle assiste, sidérée, à la crise de nerfs de son moniteur d'auto-école dont les sentiments amoureux se transforment en jalousie déplacée. Une fois remise de ce psychodrame, elle reprend le cours de son histoire d'amour naissante avec l'éducateur rencontré à l'occasion de la séance concernant l'enfant agressif et avec qui elle s'est sentie tout de suite de connivence,.

## Fiche technique
- Titre : Be Happy
- Titre original : Happy-Go-Lucky (littéralement « insouciant »)
- Réalisation : Mike Leigh
- Scénario : Mike Leigh
- Musique : Gary Yershon
- Photographie : Dick Pope
- Montage : Jim Clark
- Décors : Mark Tildesley
- Production : Simon Channing-Williams
  - Production déléguée : Tessa Ross, Gail Egan, David Garrett
- Société de production : Film4, Ingenious Film Partners, Summit Entertainment, Thin Man Films et UK Film Council
- Sociétés de distribution : Momentum Pictures (en) (Royaume-Uni) ; MK2 Diffusion (France) ; Maple Pictures (Canada) ; Miramax Films (États-Unis)
- Pays d'origine :  Royaume-Uni
- Langue originale : anglais
- Genre : comédie dramatique
- Durée : 118 minutes
- Format : couleur (Technicolor) - son : Dolby Digital, DTS - 2,35:1 - 35 mm et vidéo (scènes dans la voiture)
- Dates de sortie :
  - Allemagne : 12 février 2008 (Berlinale)
  - Royaume-Uni : 18 avril 2008
  - France, Belgique : 27 août 2008
  - États-Unis : 10 octobre 2008 (sortie limitée)
- Classification :
  - États-Unis : R

## Distribution
- Sally Hawkins (VF : Anneliese Fromont) : Pauline « Poppy » Cross, institutrice
- Eddie Marsan (VF : Serge Faliu) : Scott, l'acariâtre moniteur d'auto-école
- Alexis Zegerman (en) (VF : Léovanie Raud) : Zoe, collocatrice et meilleure amie de Poppy
- Andrea Riseborough (VF : Émilie Marié) : Dawn
- Sinead Matthews (en) : Alice
- Sylvestra Le Touzel : Heather
- Kate O'Flynn (en) : Suzy, sœur cadette de Poppy
- Joseph Kloska (en) : le petit-ami de Suzy
- Samuel Roukin (en) : Tim
- Caroline Martin : Helen, l'autre sœur de Poppy, enceinte
- Karina Fernandez (en) : Rosita Santos, la prof de flamenco
- Sarah Niles (VF : Déborah Claude) : Tash
- Oliver Maltman (en) : Jamie
- Nonso Anozie : Ezra, le kiné

 Source et légende : version française (VF) sur RS Doublage

## Accueil

### Box-office
- Royaume-Uni : 1 413 253 £ (4 semaines)

## Récompenses et distinctions

### Récompenses
- Berlinale 2008 : Ours d'argent de la meilleure actrice pour Sally Hawkins
- Festival du film de Pula 2008 : Grande Arène d'or
- Golden Globes 2009 : meilleure actrice dans un film musical ou une comédie pour Sally Hawkins